# Porticul Octaviei
Porticul Octaviei (în latină Porticus Octaviae, în italiană Portico di Ottavia), numit și Porticul lui Metellus (în latină Porticus Metelli, în italiană Portico di Metello) sau Porticul lui Severus (în latină Porticus Severi, în italiană Portico di Severo), reprezintă un ansamblu de monumente antice romane situate în sudul Câmpului lui Marte, aproape de Teatrul lui Marcellus, în Roma. Pe lângă incinta de colonade, monumentul este format și din alte edificii, printre care o intrare monumentală și două temple, unul dedicat Iunonei Regina, și altul dedicat lui Jupiter Stator.

## Localizare
Porticul Octaviei este construit în sudul Câmpului lui Marte, la poalele pantei de sud a dealului Capitolin, aproape de Circus Flaminius.